# Pelecorhynchus kippsi
Pelecorhynchus kippsi är en tvåvingeart som beskrevs av M. Josephine Mackerras och Fuller 1942. Pelecorhynchus kippsi ingår i släktet Pelecorhynchus och familjen Pelecorhynchidae. Inga underarter finns listade i Catalogue of Life.